# XML-kódolás
Az XML-kódolás (angolul XML-Encryption) egy specifikáció, amelyet W3C-ajánlás irányít, és ami meghatározza egy XML-elem tartalmának kódolását.
Habár az XML-kódolás bármilyen adat kódolására használható, „XML-kódolásként” ismert, mivel egy XML-elem (vagy egy EncryptedData vagy egy EncryptedKey elem) tartalmazza vagy hivatkozik a szöveg rejtjelezésére, kulcsinformációira és algoritmusaira.
Mind az XML-aláírás, mind az XML-kódolás KeyInfo elemet használ, amely a SignedInfo,  EncryptedData, vagy EncryptedKey elemek alelemeként jelenik meg és információt biztosít a fogadó fél részére, azzal kapcsolatban, hogy milyen kulcsanyagok használatosak az aláírás érvényesítésére vagy a kódolt adatok dekódolására. 
A KeyInfo elem opcionális: hozzácsatolható egy üzenethez, vagy továbbítható egy biztos csatornán keresztül.
Az XML-kódolás különbözik a Transport Layer Security tulajdonságaitól és nem kapcsolódik hozzá, ennek az elemnek a célja pedig kódolt üzenetek kiküldése (hozzátartozóan XML- tartalmak, mind kódoltak, mind másfélék) az interneten keresztül.
Jelentések érkeztek arról, hogy ezzel a specifikációval komoly biztonsági problémák voltak észlelhetőek.